# Valchica rinconensis
Valchica rinconensis är en insektsart som beskrevs av De Mello 1992. Valchica rinconensis ingår i släktet Valchica och familjen syrsor. Inga underarter finns listade i Catalogue of Life.